# Arnold
Arnold – älter auch Arnoald(us) – ist ein männlicher Vorname und Familienname. Aufgrund der häufigen Namensgleichheit mit Arnulf besteht die Möglichkeit, dass die zweite Silbe auch einen anderen Ursprung hat.

## Herkunft und Bedeutung des Namens
Althochdeutsch arn- (= „Adler“), -wald oder -waltan (= „herrschen“); vereinzelt finden sich daher auch die Namensvarianten Arnoald, Arnwald und Arnbald/Arnbold.

## Verbreitung
In Deutschland hatte sich der Vorname Arnold von Anfang der 1930er bis Mitte der 1950er Jahre in den beliebtesten Namen etabliert, danach ging seine Beliebtheit zurück. Heute gilt er als nur noch mäßig beliebt. In den letzten 10 Jahren wurden rund 460 Jungen so genannt. Noch Mitte der 1980er Jahre gehörte der Name in Österreich zu den beliebten Jungennamen, danach ging seine Popularität stetig zurück. Von 1984 bis 2022 wurde er circa 390 Mal vergeben. In der Schweiz lag der Name Anfang der 1930er Jahre noch in der Liste der beliebtesten Namen. Ende der 1950er Jahre ließ seine Popularität nach, seitdem wird er zwar fast jährlich vergeben, aber in einer eher geringen Anzahl. Von 1930 bis 2022 wurde der Name etwa 2.200 Mal gewählt.
Arnold wurde in Frankreich seit dem Jahr 1900 bis in die 1990er Jahre fast jährlich vergeben, der Name ist aber nur mäßig beliebt. In den Niederlanden gehörte der Name von 1930 bis zum Ende der 1970er Jahre zu den beliebten Namen, danach sank seine Beliebtheit. In Belgien kommt er nur selten vor.
Der Name kommt in Tschechien seit 1935 in der Namensgebung vor, jedoch wird er nur selten gewählt. In Ungarn ist Arnold seit der Jahrtausendwende immer wieder in den Top 100 anzutreffen, jedoch hat er sich nie dauerhaft etabliert. Arnold wird in Polen seit 2000 nur in geringer Anzahl bei der Namenswahl berücksichtigt.
In den nordischen Ländern Dänemark, Norwegen und Schweden ist der Name ebenfalls verbreitet. Besonders in Schweden war er zwischen dem Jahr 1900 und 1940 ein recht beliebter Jungenname.
In England befindet sich der Name seit 2015 in einem leichten Aufwärtstrend, er ist aber nicht sonderlich beliebt. Der Name wird in den Ländern Schottland, Irland und Nordirland nur gelegentlich vergeben.
Arnold wird in den USA bereits seit 1880 vergeben, zwischen den Jahren 1892 und 1955 befand er sich in den Top 200, danach ging seine Beliebtheit stetig zurück. Besonders seit Anfang der 1990er Jahre ist die Vergabe stark rückläufig. Der Name befand sich in Kanada zwischen 1920 und Mitte der 1940er Jahre in den Top 100. In Neuseeland war er von 1900 bis 1933 fast regelmäßig in den Top 100, seitdem wird der Name nur noch seltener vergeben.

## Varianten und Abkürzungen
- Aart (niederländisch), Arnhold, Arild (dänisch), Arnaud, Arnauld (französisch), Arnald, Arnalds, Arnaldo (italienisch, spanisch), Arnault, Arnot, Arnaldus, Arnoldas, Arnoldus, Arnau (katalanisch)
- Anno, Arend, Arendt, Arlt, Arnd, Arndt, Arne, Arnel, Arnell, Arness, Arnie, Arold, Arn, Arnould, Erni (Schweiz), Erken, Nolde, Noldeke, Nöldeke, Nölke, Noldi, Nöldi, Noll, Nolte, Orend, Orendt, Nol (niederländisch)

## Namenstag
15. Januar, 18. Juli oder 23. Februar

## Namensträger

### Personenname und Herrscher
- Arnold I. von Falkenberg († 1055), Bischof von Speyer
- Arnold I. von Köln (um 1100–1151), Erzbischof von Köln
- Arnold I. (Kleve) (um 1100–1147), Graf von Kleve
- Arnold I. von Scheyern († um 1123), Graf von Scheyern-Dachau
- Arnold I. (Abt von St. Blasien) († 1247), von 1241 bis 1247 Abt im Kloster St. Blasien im Südschwarzwald
- Arnold I. (Trier) († 1183), Erzbischof von Trier
- Arnold II. (Arnstein) (* etwa 1023; † um 1067), 1044–1067 Graf im Engersgau, 1048–1067 Graf im Einrichgau
- Arnold II. (Guînes) († 1220), Graf von Guînes
- Arnold II. von Wied (um 1098–1156), Erzbischof von Köln
- Arnold II. von Isenburg († 1259), Erzbischof von Trier
- Arnold II. von Leiningen, Bischof von Speyer
- Arnold II. von Dachau († vor 1124), Graf von Scheyern-Dachau
- Arnold II. (Abt von St. Blasien) († 1276), von 1247 bis 1276 Abt im Kloster St. Blasien im Südschwarzwald
- Arnold III. von Dachau (um 1122–nach 1185), Graf von Scheyern-Dachau
- Arnold III. von Uissigheim (um 1298–1336), deutscher Ritter
- Arnold von Altena, Sohn von Eberhard I. von Berg-Altena
- Arnold von Arnoldsweiler († um 800), deutscher Musiker und Heiliger
- Arnold (Osnabrück) († 1190), Bischof von Osnabrück
- Arnold von Brauweiler (1468–1552), deutscher Kaufmann, Ratsherr und Bürgermeister in Köln
- Arnold von Brescia (1100–1155), italienischer Mönch und Kirchenreformer
- Arnold von Bruck (1490–1554), österreichischer Komponist und Kapellmeister flämischer Herkunft
- Arnold von Brüssel (Arnald von Brüssel, Arnaldus de Bruxella), Buchdrucker, Kopist und Alchemist, der Ende des 15. Jahrhunderts in Neapel wirkte
- Arnold von Egmond (1410–1473), Herzog von Geldern
- Arnold von Freising († 883), Bischof von Freising
- Arnold von Hiltensweiler († nach 1127), deutscher Ritter und Klostergründer
- Arnold von Hochstaden (vor 1240–nach 1254), Burggraf und Marschall von Westfalen
- Arnold von Lübeck (1150–1211/1214), Chronist
- Arnold von Melchtal, Schweizer Eidgenosse
- Arnold (Münsterschwarzach) († vor 1277), Abt von Münsterschwarzach
- Arnold von Protzan († 1342), schlesischer Verfasser von Formelbüchern
- Arnold von Quedlinburg, deutscher Chronist
- Arnold von Selenhofen († 1160), Erzbischof von Mainz
- Arnold von Semgallen, Zisterzienser, Bischof von Semgallen, Hilfsbischof im Rheinland
- Arnold von Siegen (um 1500–1579), deutscher Ratsherr und Bürgermeister in Köln
- Arnold von Solms († 1296), Bischof von Bamberg
- Arnold von St. Emmeram (um 1000–1050)
- Arnaud de Toroge (auch Arnold von Toroga; um 1105–1184), Großmeister des Templerordens
- Arnold von Unkel († 1482), Weihbischof in Köln
- Arnold von Westfalen, sächsischer Landesbaumeister und der Erbauer der Albrechtsburg in Meißen
- Arnold (Abt) († 1166), Geschichtsschreiber und Abt von Berge und Nienburg
- Arnold (Liesborn) († 1340), von 1328 bis 1340 Abt des Benediktinerklosters Liesborn
- Priester Arnold (* um 1130), österreichischer Dichter

### Vorname
- Arnold Otto Aepli (1816–1897), Schweizer Staatsmann und Jurist
- Arnold Angenendt (1934–2021), deutscher Theologe und Kirchenhistoriker
- Arnold Bax (1883–1953), britischer Komponist
- Arnold Beck (1949–2014), liechtensteinischer Skirennläufer
- Arnold Bergstraesser (1896–1964), deutscher Politikwissenschaftler
- Arnold Christian Beuthner (1689–1742), deutscher evangelisch-lutherischer Geistlicher und Schriftsteller
- Arnold Böcklin (1827–1901), Schweizer Maler, Zeichner, Grafiker und Bildhauer des Symbolismus
- Arnold Bode (1900–1977), deutscher Maler, Zeichner, Raumkünstler, Kurator, Hochschullehrer und Kunstpädagoge
- Arnold C. Brackman (1923–1983), US-amerikanischer Journalist und Buchautor
- Arnold Czempin (1887–1974), deutscher Schauspieler der Stummfilmzeit
- Arnold Duckwitz (1802–1881), Kaufmann, Senator und Bürgermeister der Hansestadt Bremen
- Arnold Escher von der Linth (1807–1872), Schweizer Geologe
- Arnold Eucken (1884–1950), deutscher Physikochemiker
- Arnold Fanck (1889–1974), deutscher Regisseur und Pionier des Bergfilms
- Arnold Frick (* 1966), liechtensteinischer Judoka
- Arnold Gehlen (1904–1976), deutscher Philosoph, Anthropologe und Soziologe
- Arnold F. van Gemert (* 1938), niederländischer Byzantinist und Neogräzist
- Arnold Hammerschlag (* 1970), US-amerikanischer Jazzmusiker
- Arnold Bendix Heine (1847–1923), US-amerikanischer Textilfabrikant deutsch-jüdischer Herkunft
- Arnold F. Holleman (1859–1953), niederländischer Chemiker und Professor für Anorganische Chemie
- Arnold Janssen (1837–1909), deutscher Missionar und der Gründer der Steyler Missionare
- Arnold Killisch von Horn (1862–1939), deutscher Verleger
- Arnold C. Klebs (1870–1943), schweizerisch-US-amerikanischer Arzt und Medizinhistoriker
- Arnold Klotz (* 1940), österreichischer Stadtplaner und Hochschullehrer
- Arnold Köster (1896–1960), baptistischer Prediger, im Widerstand gegen den Nationalsozialismus
- Arnold von Laer (1865–1924), deutscher Jurist und Landrat
- Arnold Lang (1838–1896), Schweizer Journalist, Herausgeber und Theaterautor
- Arnold Lang (1855–1914), Schweizer Zoologe, Hochschullehrer und -rektor
- Arnold Langen (1876–1947), deutscher Ingenieur und Industrieller
- Arnold Langer (1921–2018), deutscher Unternehmer
- Arnold A. Lazarus (1932–2013), US-amerikanischer Psychologe und Psychotherapeut
- Arnold J. Levine (* 1939), US-amerikanischer Biologe und Krebsforscher
- Arnold Marquis (1921–1990), deutscher Schauspieler und Synchronsprecher
- Arnold Mercator (1537–1587), deutscher Kartograf
- Arnold Oskar Meyer (1877–1944), deutscher Historiker
- Arnold Müll (1906–1989), deutscher Fotograf und Künstler
- Arnold Münster (1912–1990), deutscher Chemiker und Hochschullehrer
- Arnold Nieberding (1838–1912), deutscher Jurist und Politiker
- Arnold Odermatt (1925–2021), Schweizer Polizist und Fotograf
- Arnold Edmund Pelzer (1801–1874), deutscher Politiker (Deutsche Fortschrittspartei)
- Arnold Pressburger (1885–1951), österreichisch-deutscher Filmproduzent
- Arnold F. Riedhammer (* 1947), deutsch-US-amerikanischer Musiker, Komponist und Arrangeur
- Arnold Rönnebeck (1885–1947), deutsch-US-amerikanischer Bildhauer, Lithograph und Museumsdirektor
- Arnold Ruge (1802–1880), deutscher Schriftsteller
- Arnold Dietrich Schaefer (1819–1883), deutscher Althistoriker
- Arnold Schönberg (1874–1951), österreichischer Komponist, Musiktheoretiker, Kompositionslehrer, Maler, Dichter und Erfinder
- Arnold Schwarzenegger (* 1947), österreichisch-US-amerikanischer Bodybuilder, Schauspieler und Politiker
- Arnold Sherwood Tannenbaum (* 1925), US-amerikanischer Psychologe und Organisationsforscher
- Arnold Sijen (1640–1678), niederländischer Mediziner und Botaniker
- Arnold Sommerfeld (1868–1951), deutscher Mathematiker und theoretischer Physiker
- Arnold Steinmann-Bucher (1849–1942), schweizerisch-deutscher Wirtschaftswissenschaftler und Publizist
- Arnold Fitz Thedmar (13. Jh.), Großkaufmann, Ältermann in London
- Arnold Theiler (1867–1936), schweizerisch-südafrikanischer Tierarzt
- Arnold J. Toynbee (1889–1975), britischer Kulturtheoretiker und Geschichtsphilosoph
- Arnold Tschira (1910–1969), deutscher historischer Bauforscher
- Arnold Ulitz (1888–1971), deutscher Lehrer und Schriftsteller
- Arnold Vinnius (1588–1657), einer der bedeutendsten Juristen des 17. Jahrhunderts in den Niederlanden
- Arnold Vosloo (* 1962), südafrikanischer Schauspieler mit US-amerikanischer Staatsbürgerschaft
- Arnold Wesker (1932–2016), britischer Dramatiker
- Arnold Wise (1935–2025), US-amerikanischer Jazzmusiker
- Arnold Zweig (1887–1968), deutscher Schriftsteller

#### Arnoldus
- Arnoldus van Anthonissen (genannt Aernout; um 1631–um 1703), niederländischer Maler
- Arnoldus Arlenius (* um 1510; † 1582), niederländischer humanistischer Philosoph und Dichter
- Arnoldus Bloemers (1785–1844), niederländischer Blumenmaler
- Arnoldus Johannes Petrus van den Broek (1877–1961), niederländischer Anatom
- Arnoldus Buchelius (1565–1641), niederländischer Humanist, Jurist, Altertumsforscher, Genealoge und Heraldiker
- Arnoldus Detten (1707–1774), Priester und Abt des Klosters Marienfeld
- Arnoldus Langemann (später Arnoldus Macrander; um 1566–1620), Sekretär, Kammermeister und Ratsherr des Grafen von Waldeck
- Arnoldus Mermannus († 1578), flämischer Minorit, der in Löwen Theologie lehrte
- Arnoldus Montanus (Arnold van den Berghe; 1625–1683), niederländischer Theologe und Historiker
- Arnoldus Senguerdius (1610–1667), niederländischer Physiker und Philosoph
- Arnoldus Vanderhorst (1748–1815), US-amerikanischer Politiker, Gouverneur von South Carolina
- Arnoldus Vesaliensis (* um 1484; † 1534), deutscher Humanist

### Familienname
Siehe: Arnold (Familienname)

### Ortsname
- Arnoldshain, Hochtaunuskreis, Hessen
- Arnoldshammer, Erzgebirgskreis, Sachsen
- Arnoldstein, Villach-Land, Kärnten
- Arnoldsweiler, Kreis Düren, Nordrhein-Westfalen
- St. Arnold, Kreis Steinfurt, Nordrhein-Westfalen
- Arnoldsgrün (Ortsteil der Stadt Schöneck), Vogtlandkreis, Sachsen

## Sonstige Bedeutungen
- K. Arnold, Hersteller von Modelleisenbahnen unter den Markennamen Arnold und Arnold Rapido
- Arnold River
- Villa Arnold
- Arnold André Zigarrenfabrik Bünde
- Spinnerei und Weberei am Sparrenlech Kahn & Arnold